# Orthographe des langues du Gabon
L’Orthographe des langues du Gabon (OLG) est un ensemble de règles orthographiques, créé en avril 1999, pour les langues du Gabon.
Ces recommandations sont créées lors du Séminaire sur les travaux sur l’orthographe des langues gabonaises, organisé par le ministère de l’Éducation nationale en collaboration avec la Commission nationale pour l’UNESCO. Elles sont basées sur l’alphabet scientifique des langues du Gabon (ASG) de 1989 qui a été revu et adapté pour l’enseignement des langues nationales.
En plus de certaines lettres supplémentaires de l'alphabet latin, comme <ǝ>, l’OLG utilise notamment le soulignement (trait souscrit avec Unicode) pour différencier certaines lettres,  comme :
- la lettre ‹ e › pour représenter le son /e/, et le e souligné ‹ e̲ › pour le son /ɛ/ ;
- la lettre ‹ o › pour le son /o/, et le o souligné ‹ o̲ › pour /ɔ/[3] ;
- la lettre ‹ n › pour le son /n/, et le n soulignée ‹ n̲ › pour le son /ŋ/[4].

## Graphèmes
| Voyelles            | Voyelles | Voyelles | Voyelles | Voyelles | Voyelles | Voyelles | Voyelles | Voyelles |
| ------------------- | -------- | -------- | -------- | -------- | -------- | -------- | -------- | -------- |
| i                   | u̲        | e        | e̲        | ǝ        | a        | o        | o̲        | u        |
| Valeurs phonétiques |          |          |          |          |          |          |          |          |
| /i/                 | /y/      | /e/      | /ɛ/      | /ə/      | /a/      | /o/      | /ɔ/      | /u/      |

| Consonnes           | Consonnes | Consonnes | Consonnes | Consonnes | Consonnes | Consonnes | Consonnes | Consonnes | Consonnes | Consonnes | Consonnes | Consonnes | Consonnes | Consonnes | Consonnes | Consonnes | Consonnes | Consonnes | Consonnes | Consonnes | Consonnes | Consonnes | Consonnes | Consonnes | Consonnes |
| ------------------- | --------- | --------- | --------- | --------- | --------- | --------- | --------- | --------- | --------- | --------- | --------- | --------- | --------- | --------- | --------- | --------- | --------- | --------- | --------- | --------- | --------- | --------- | --------- | --------- | --------- |
| b                   | c         | d         | d̲         | f         | g         | gh        | h         | j         | jh        | k         | l         | m         | n         | ny        | n̲         | p         | r         | s         | sh        | t         | v         | vh        | w         | y         | z         |
| Valeurs phonétiques |           |           |           |           |           |           |           |           |           |           |           |           |           |           |           |           |           |           |           |           |           |           |           |           |           |
| /b/                 | /c/       | /d/       | /ɗ/       | /f/       | /g/       | /ɣ/       | /h/       | /ɟ/       | /ʒ/       | /k/       | /l/       | /m/       | /n/       | /ɲ/       | /ŋ/       | /p/       | /r/       | /s/       | /ʃ/       | /t/       | /v/       | /β/       | /w/       | /j/       | /z/       |

## Tons
Les tons peuvent être indiqué à l’aide de diacritiques au-dessus des voyelles :
- le ton haut est indiqué avec l’accent aigu ;
- le ton moyen est indiqué avec le macron ;
- le ton bas est indiqué avec l’accent grave ;
- le ton montant est indiqué avec l’antiflexe ;
- le ton tombant est indiqué avec l’accent circonflexe.